# Viminacium
 (avril 2017).
Viminacium (en serbe cyrillique : Виминацијум ; en serbe latin : Viminacijum) était sous l'Empire romain une des villes les plus importantes de la province de Mésie (aujourd'hui la Serbie), et était la capitale de la Mésie supérieure.
Bâtie au Ier siècle de notre ère sur la voie Via Militaris, elle servait de camp de base à la Legio VII Claudia, et abrita quelque temps la Legio IV Flauia Felix. 
Elle a pu compter à son apogée jusqu'à 40 000 habitants, et fut de ce fait une des plus importantes villes romaines et centre militaire des Balkans dans la période du Ier  au  IVe siècle.
Détruite en 440 par Bleda, roi des Huns, elle  fut reconstruite partiellement sous le règne de Justinien, et fut définitivement détruite lors des invasions slaves de la région au VIe siècle.
Le site archéologique occupe une superficie de 450 hectares et contient des vestiges divers caractéristiques de la parure monumentale d'une ville romaine : temples, rues, places, amphithéâtre, palais, hippodromes, aqueducs, thermes romains et, comme ville frontière, un rempart. En raison de son importance, Viminacium figure sur la liste des sites archéologiques d'importance exceptionnelle de la république de Serbie. L'actuelle ville de Kostolac, sur les rives du Danube et en Serbie orientale, est située à 12 km du site de l'ancienne cité.

## Histoire

### Localisation exceptionnelle

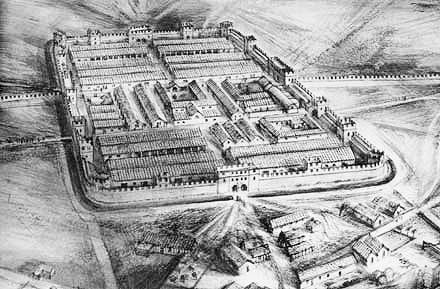
Restitution du camp de Viminacium

Le site a pu bénéficier d'une localisation favorable à l'installation d'une cité importante et à son développement. Son exceptionnelle importance stratégique se révèle à la fois pour la défense de la frontière septentrionale de l'Empire romain et en termes de communications et d'échanges commerciaux. La vallée de la Mlava, rivière qui se jetait dans le Danube, et riche en minerai dans les Monts Homolje et en grains, était également très intéressante pour les Romains.
La ville était reliée sur son côté septentrional à la branche du Danube, tandis que le côté occidental était à proximité de la Mlava. Ultérieurement Viminacium s'étendit sur la rive gauche de la Mlava. Trois routes passaient par la cité : l'une, le long du Danube vers la Pannonie ou vers la mer Adriatique, l'autre, vers la Moésie et la Mer Noire, quant à la dernière elle passait le long de la Mlava vers Naissus et Thessalonique.
Par sa localisation, le sol et la présence de voies navigables, Viminacium a pu jouer un rôle de rencontre des cultures entre l'est et l'ouest. Bien que les routes aient une finalité première militaire et stratégique, elles ont sans nul doute généré un trafic important et cela a contribué à faire de Viminacium une ville prospère et un centre de commerce important.
À l'Âge du fer le territoire de la future cité appartenait aux Scordiques, peuple réputé comme particulièrement féroce et à l'origine discutée, celte, thrace ou illyrienne.
À Viminacium la légion VII Claudia stationna en permanence et un établissement civil se développa à proximité du camp militaire. Dans le camp 6 000 soldats stationnaient et 30 000 à 40 000 personnes vivaient à proximité.

### De la construction aux Sévères

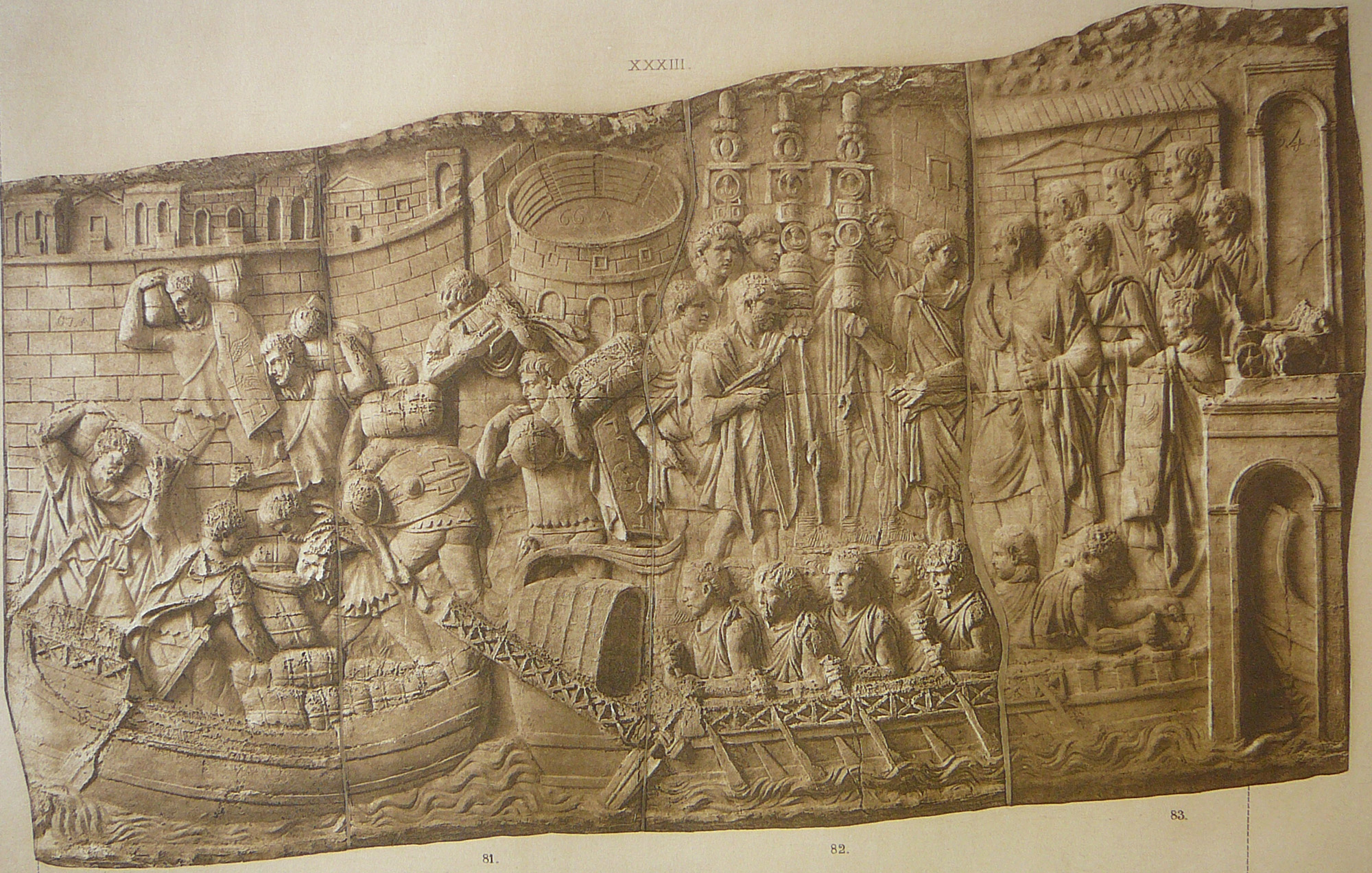
Scène de la Colonne Trajane, qui peut avoir représenté le quartier général de l'empereur Trajan pendant les Guerres daces, Viminacium.

La province romaine de Dacie

Rome s'intéresse à la région au moment des Guerres illyriennes. Une légion a peut-être stationné ici dès le règne de l'empereur Auguste. 
La ville abrite par la suite la Legio IIII Scythica et la zone est pacifiée vers 12-11 av. J.-C..
La ville de Viminacium fut construite au Ier siècle sur les rives de la Mlava, à son confluent avec le Danube. En 33-34 une route fut construite, qui reliait Viminacium et Ratiaria.
Claude mit une garnison et fit de Viminacium, Oescus et Novae les camps pour les légions de Moésie. La cité devint ainsi la garnison permanente de la légion VII Claudia, première légion attestée à Viminacium en provenance de Dalmatie en 52. La Legio IIII Flavia Felix stationna ici aussi quelque temps et participa par la suite aux Guerres daces menées par Domitien.
L'empereur Trajan utilisa la cité comme quartier général durant les guerres daciques. Sous le règne de l'empereur Hadrien, en 117, elle reçut le titre de municipium et, au milieu du IIe siècle, elle devint la capitale de la Mésie supérieure (Moesia superior), abritant le procurateur de la province.
Au IIe siècle et à partir du début du IIIe siècle, sous le règne de Septime Sévère, la ville connut une grande prospérité économique. Ici, en 196, Caracalla fut sans doute proclamé César par son père Septime Sévère. Sous le règne de Gordien III, en 239, elle devint une colonie romaine.

### Du milieu duIIIeà la fin duIVesiècle

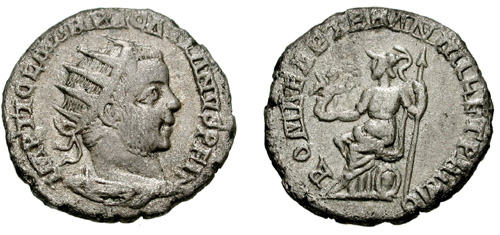
Antoninien frappé à Viminacium sous le règne de l'usurpateur Pacatianus pour célébrer le millénaire de Rome

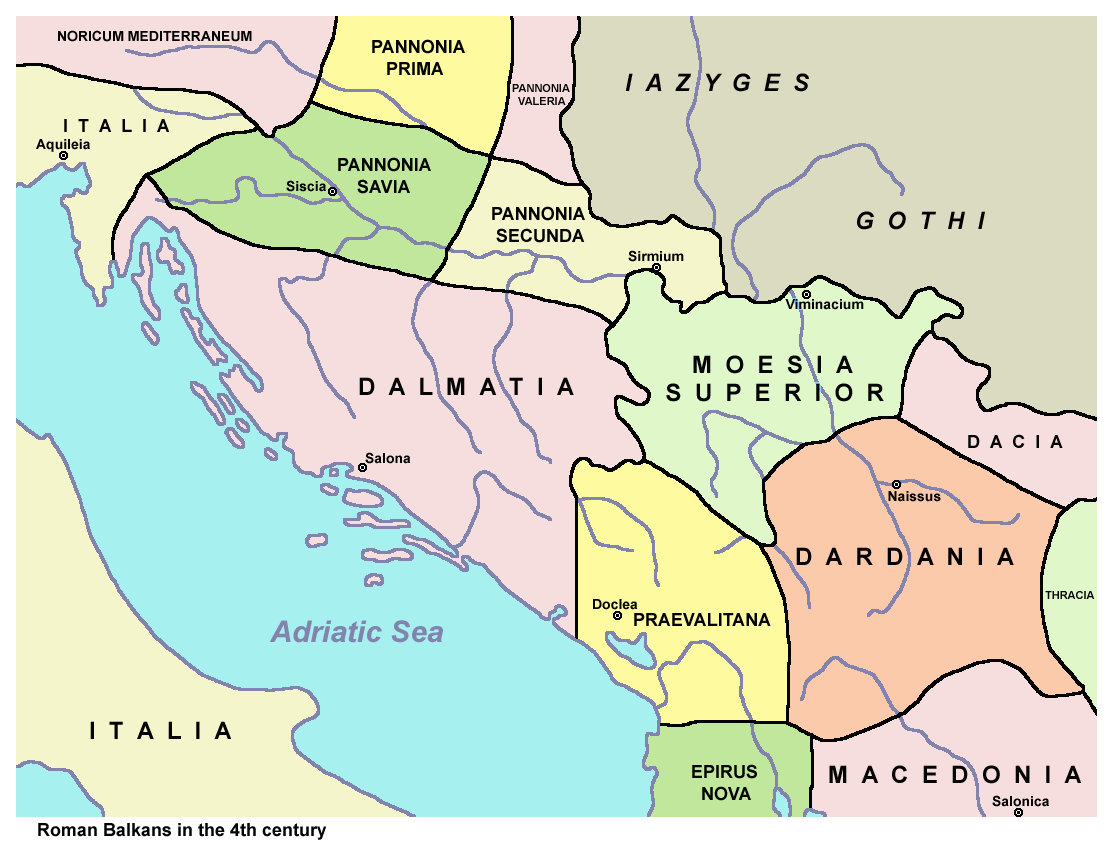
Les Balkans au IVe siècle

L'empereur Hostilien, fils de l'empereur Decius, tué dans une embuscade près de la ville d'Abrutus située dans l'actuelle Bulgarie, serait venu avec sa mère à Viminacium pour surveiller l'organisation de la défense des frontières. Tous deux meurent de la peste de Cyprien en 251.
En juillet 285, eut lieu non loin de Viminacium la bataille du Margus (Morava). Désigné comme empereur par ses soldats à la mort de Numérien, Dioclétien y affronta l'empereur Carin qui y perdit la vie. Cette victoire permit à Dioclétien d'asseoir son pouvoir sur l'Empire romain.
À la fin du printemps de 293-294, Dioclétien voyagea dans son royaume et il promut Viminacium comme capitale de la nouvelle province de Moésie supérieure Margensis. Les habitants de la cité écrivaient en latin, par opposition aux provinces méridionales où la langue dominante était le grec. Le préfet de la Flotte du Danube eut son bureau dans la cité.
La cité fut le siège d'une rencontre entre Constantin II, Constant Ier et Constance II, fils de Constantin, mort sans avoir réglé sa succession. En 382 eut également lieu ici la rencontre entre Théodose le Grand et Gratien lors de la Guerre des Goths.

### Destructions de la ville
En 440 et 441, lors de leur poussée sur la frontière du Danube, le roi des Huns, Bleda, partit en campagne contre l'Empire romain d'Orient en Pannonie Seconde. Il occupa d'abord Castra Constantia et y captura des négociants romains, ce qui provoqua la guerre. À l’automne, son armée franchit le Danube à Viminacium (Kostolac) ; les Huns détruisirent la ville sur leur passage. Ils marchèrent ensuite vers l’ouest pour occuper Margus (Požarevac), puis occupèrent Singidunum (Belgrade) et emmenèrent ses habitants en captivité.
Au Ve siècle, Viminacium fut repeuplé par le peuple germain des Ostrogoths, mais la ville végéta.
Au VIe siècle, l'empereur Justinien reconstruisit le camp militaire et redonne au site un rôle d'avant-poste frontalier, mais la ville avait désormais perdu sa richesse d'antan. Déjà diocèse, la cité devint un archidiocèse en 535.
Pendant les campagnes balkaniques de Maurice, Viminacium vit sa destruction par les Avars en 582 et également la défaite des forces avars lors des batailles sur la rive septentrionale du Danube, anéantissant leur réputation d’invincibilité. En dépit de ce fait, l'empereur byzantin Héraclius ne parvint jamais à reprendre la ville, pas plus que le reste de la péninsule des Balkans, l'ensemble de la ligne frontalière du Danube s'effondrant pour sa part au début du VIe siècle.

## Historique des recherches sur le site et découvertes récentes

### Historique des fouilles

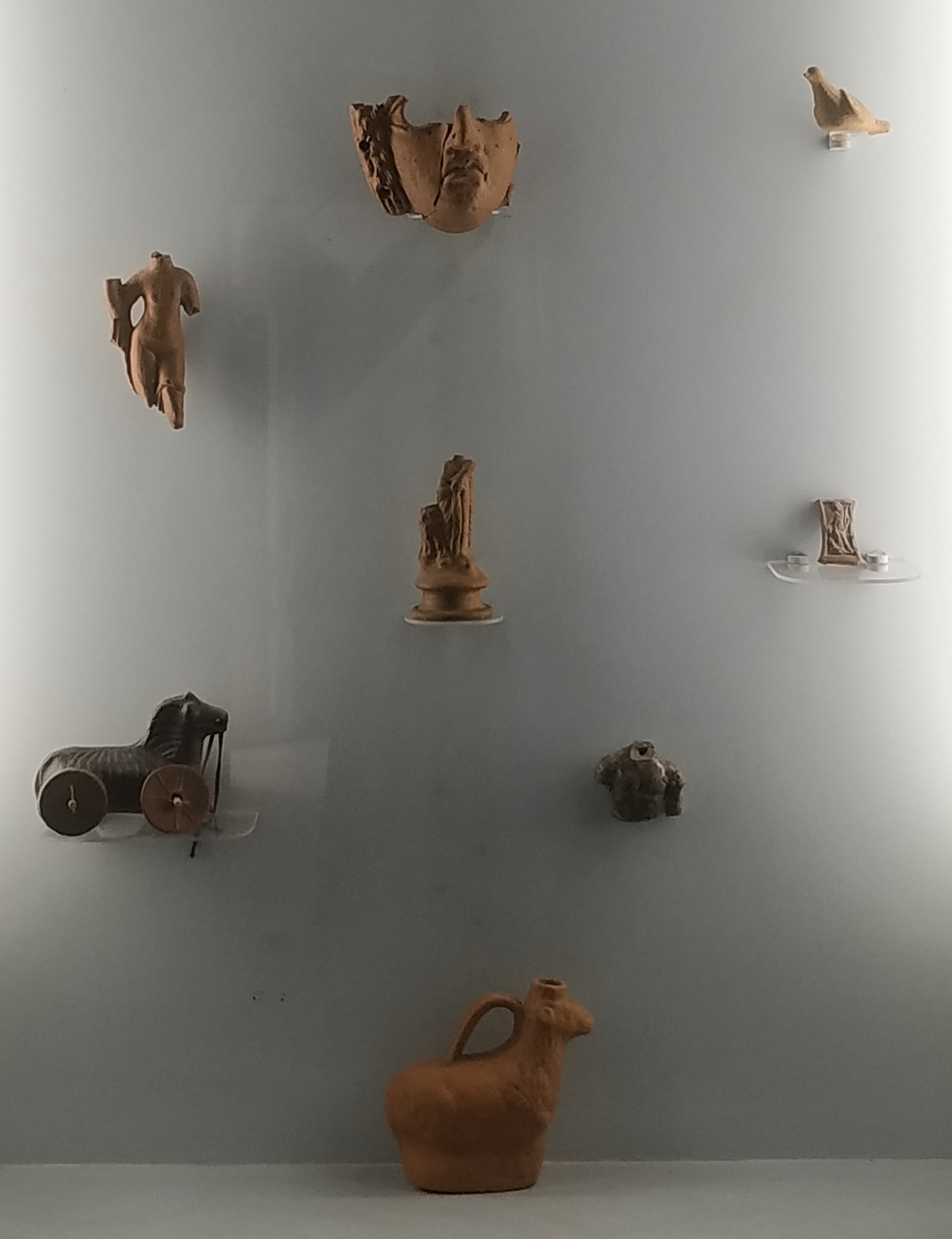
Jouets au musée national de Požarevac

Viminacium est le site où eurent lieu les premières fouilles archéologiques de Serbie, réalisées en 1882 par un architecte et premier enseignant d'archéologie à Belgrade, Mihailo Valtrović. Les seules aides dont il bénéficia alors furent 12 détenus. Ses travaux furent poursuivis dans les années 1970 par Miloje Vasić. Les recherches se sont intensifiées dans les années 2000 dans la zone de la ville romaine, du camp légionnaire et des nécropoles.
En dépit de ces fouilles anciennes la connaissance du site n'est que générale du fait de fouilles réduites tant dans le camp militaire que dans l'espace urbain attenant. Les fouilles des nécropoles sont dues pour leur part à la construction d'une centrale thermique dans les années 1970.
Le Musée national de Belgrade et le musée de Požarevac conservent environ 40 000 artefacts découverts à Viminacium, dont plus de 700 faits d'or et d'argent. Parmi ces derniers éléments se trouvent des objets rares au plan européen et mondial. Le site a livré également des témoignages de la présence de soldats, les diplômes militaires, qui aident les spécialistes à définir la présence des légions dans la région.

### Découvertes récentes (depuis 2009)

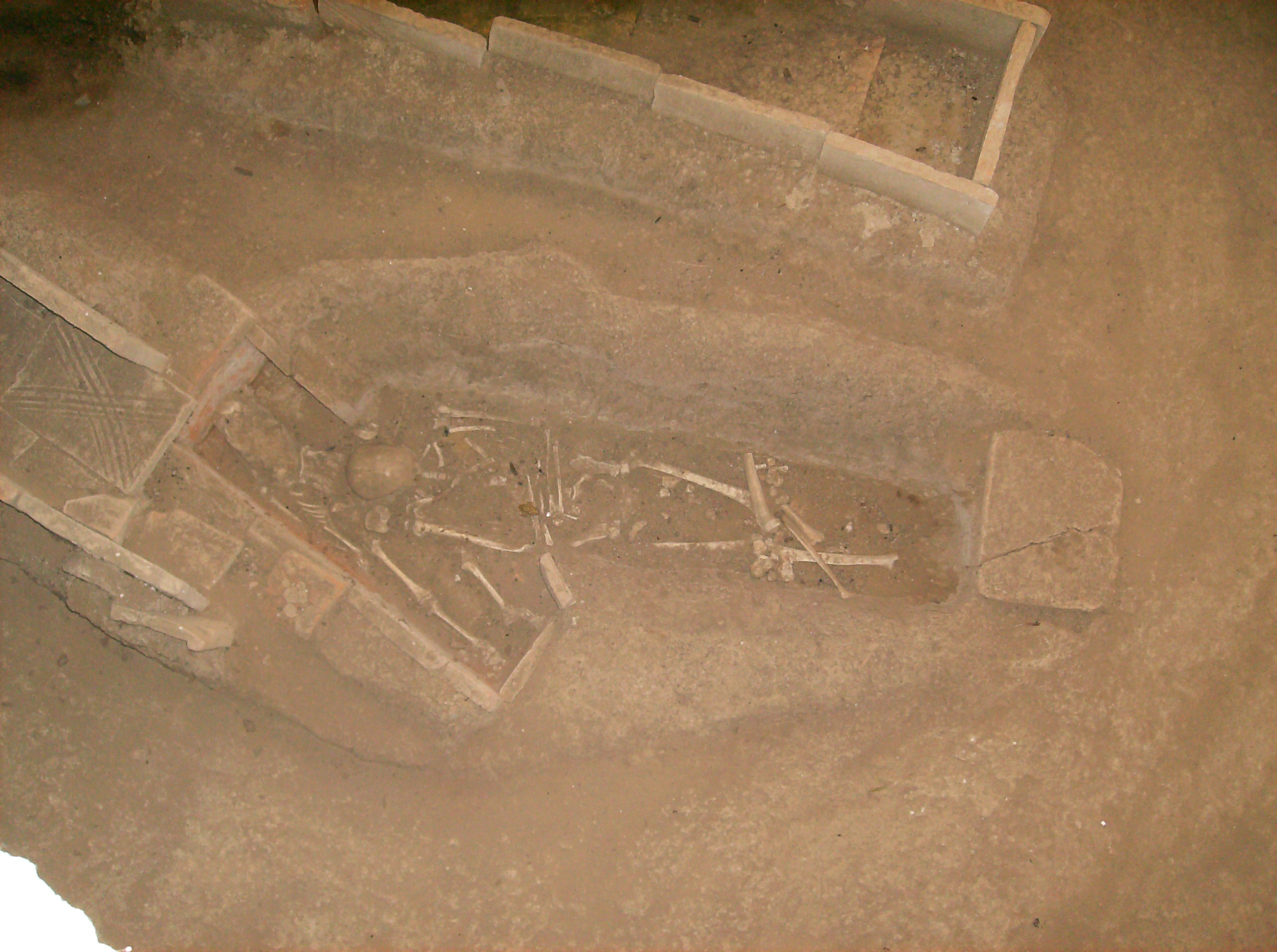
Squelette d'une mère et d'enfants morts de la peste vers 251 apr. J.-C., enterrés ensemble dans la partie noble du cimetière de Viminacium.

Un squelette d'un mammouth âgé de 5 millions d'années a été découvert sur le site en juin 2009.
Une sculpture de jade de 35 cm a également été dégagée. Le travail peut faire envisager un atelier local durant l'époque romaine.
En juin 2012, la fouille a révélé une arène de gladiateur avec des restes d'animaux sauvages, un ours et un chameau. Le squelette d'ours date du IIe siècle apr. J.-C., lorsque des jeux furent donnés dans l'amphithéâtre ; l'animal mourut certainement durant un spectacle, en combattant contre un autre animal ou un homme. Un chameau mourut un siècle après environ. De plus, les fouilles ont mis au jour les restes de mammouths.
Le 21 juin 2012, les archéologues ont découvert un cimetière romain des IIe et IIIe siècles apr. J.-C., qui ont livré de nombreux  objets intéressants, parmi lesquels de fines pièces de joaillerie et également des lampes à huile destinées à illuminer le chemin vers l'autre monde pour les défunts. Non loin de cette nécropole la fouille a livré un complexe avec des restes de fours dont le but reste à définir.

## Le site archéologique aujourd'hui

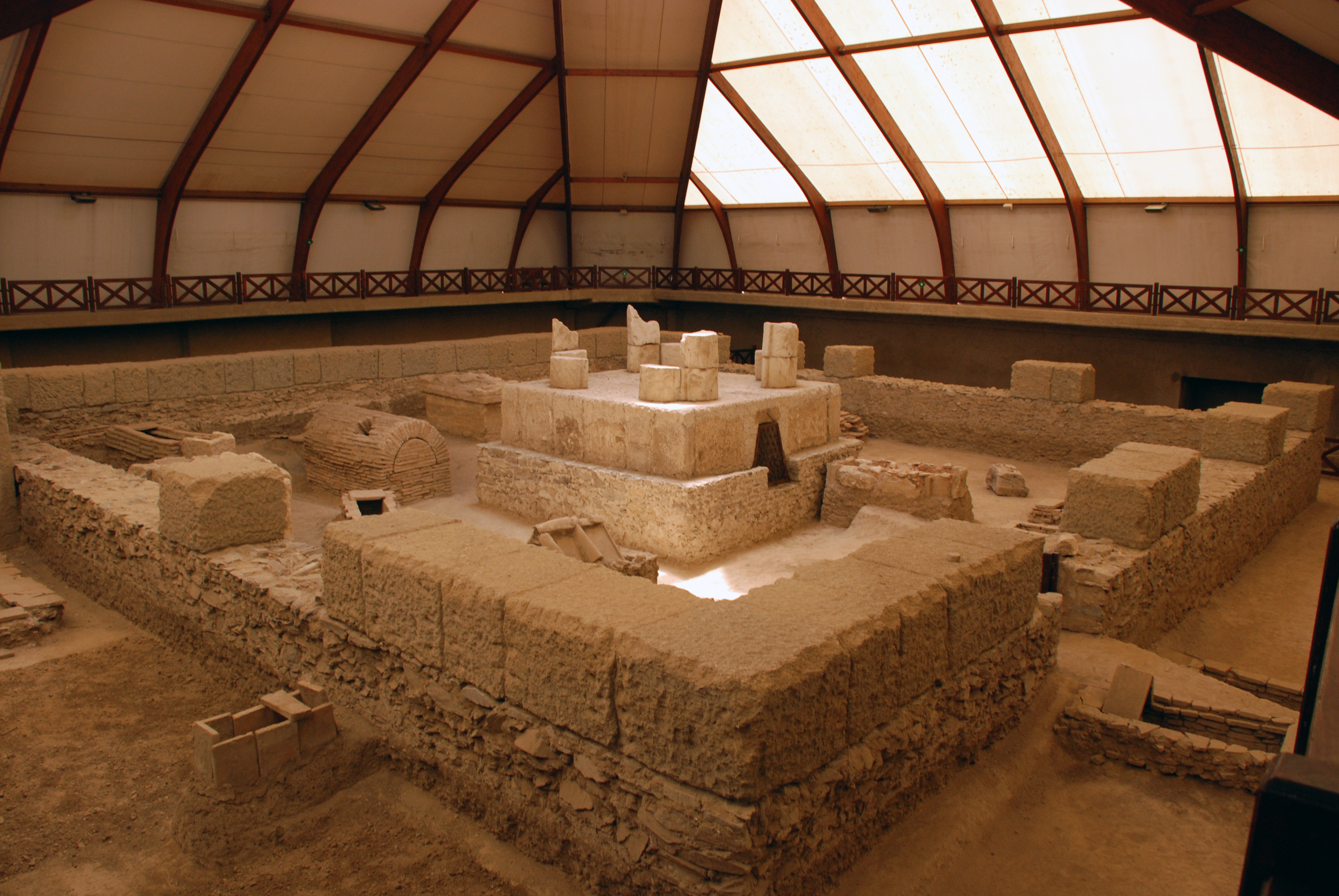
Mausolée du milieu du IIIe siècle

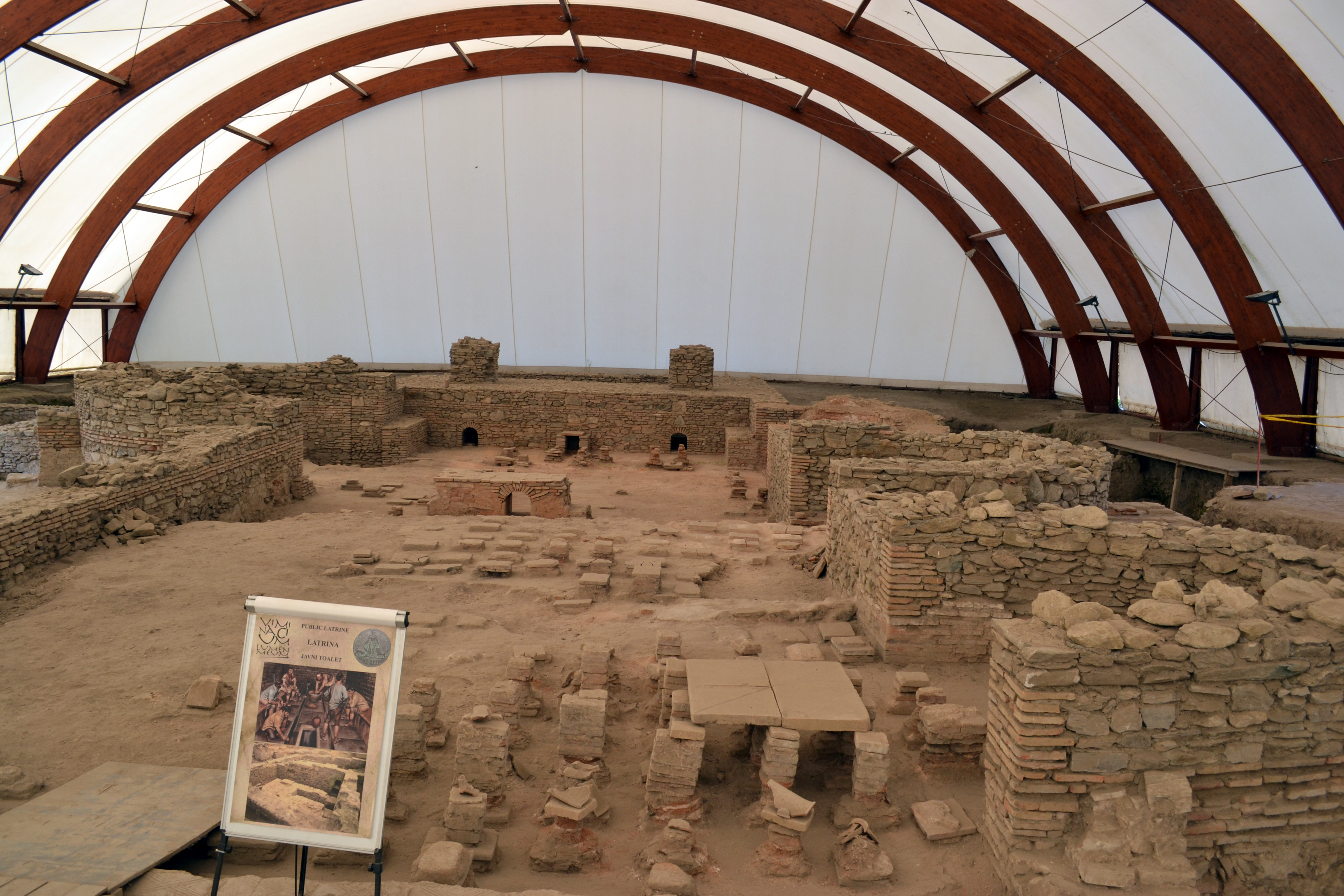
Bains militaires de Viminacium

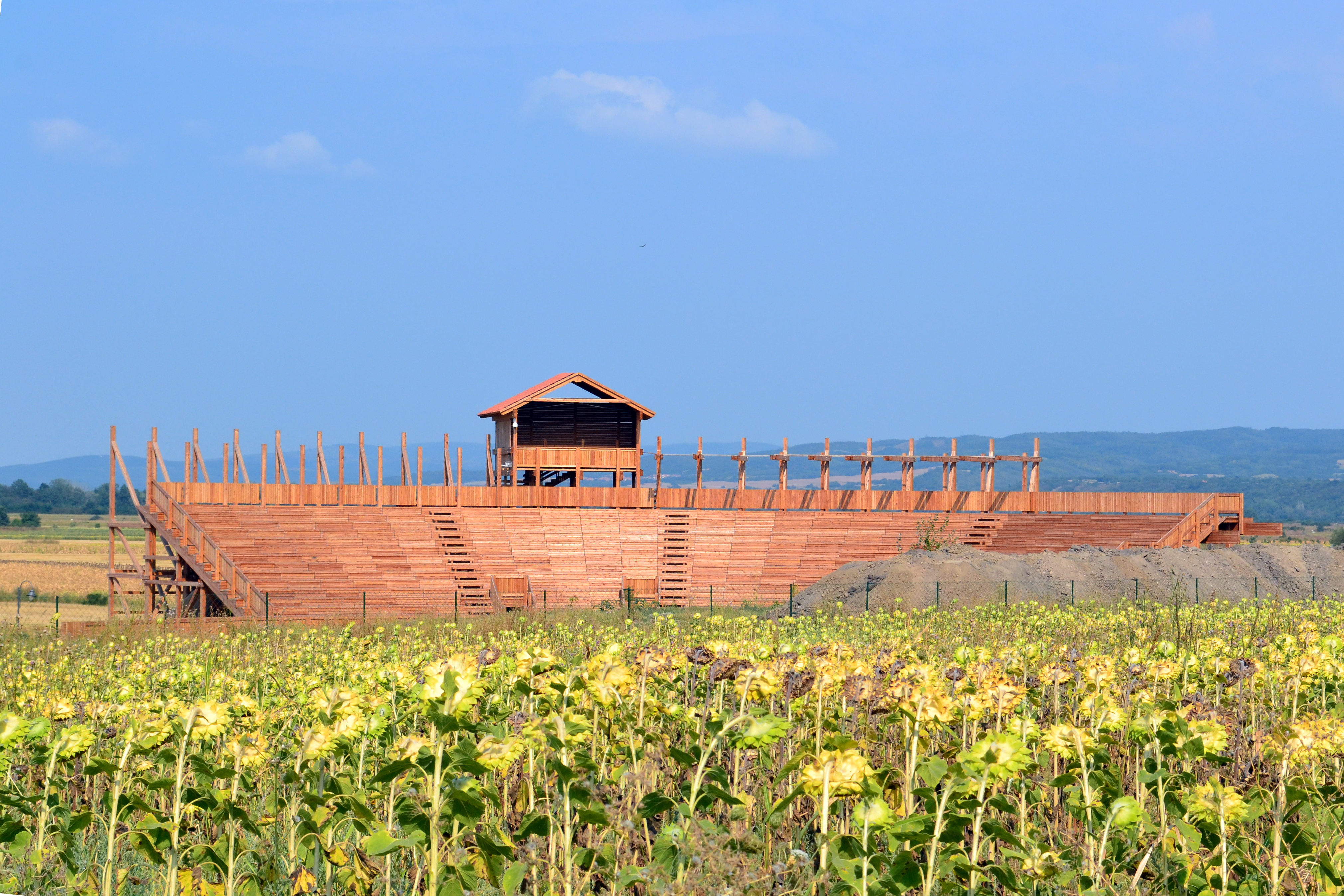
Amphithéâtre en partie restauré

Les fouilles archéologiques ont mis au jour un important complexe urbain, formé de larges rues, de luxueuses villas, de bains publics et d'un amphithéâtre. Ce complexe a récemment été ouvert au public. En outre, les archéologues ont dégagé des éléments de rempart et des aqueducs.
Les travaux réalisés sur le camp légionnaire de Viminacium évoquent un plan rectangulaire de 442 mètres sur 385 mètres. Le camp est désormais dans une zone de terre arable, et aisément accessible tant aux archéologues qu'aux fouilleurs illégaux malheureusement.
Les archéologues ont fouillé plus de 13 500 tombes datées du Ier  au  VIe siècle, outre une nécropole celtique et des  inhumations d'époque médiévale de Braničevo. Les pierres tombales et des sarcophages sont souvent décorés des représentations de scènes de mythologie ou de vie quotidienne. Parmi les tombeaux, de nombreux sont maçonnés. Particulièrement intéressantes également sont les fresques de tombeaux du IVe siècle dont certaines ont une grande valeur comme témoignage de l'art de l'antiquité tardive.
Un mausolée du milieu du IIIe siècle est particulièrement intéressant, inclus dans une enceinte carrée d'environ 20 m de côté, où furent inhumés un homme jeune et une femme âgée. Il a été supposé que c'était là le mausolée de Dèce, Herennius Etruscus et sa mère Herennia Etruscilla.
Les fouilles ont également permis d'identifier un amphithéâtre, qui avec ses 12 000 places était un des plus grands des Balkans.
Un espace consacré à la recherche et aux touristes et dénommé Domus scientiarum Viminacium a été édifié à proximité du parc archéologique. La construction a été agencée telle une villa romaine, avec des pièces et des laboratoires groupés autour de plusieurs atriums. Cet équipement regroupe un musée archéologique, une bibliothèque scientifique, des laboratoires pour étudier les découvertes archéologiques, un point d'information, des salles de conférences, un restaurant et un centre spa. La Domus comporte également des logements à l'attention des chercheurs, des étudiants et des visiteurs.